# Alchemilla brevituba
Alchemilla brevituba är en rosväxtart som beskrevs av Sergei Vasilievich Juzepczuk. Alchemilla brevituba ingår i släktet daggkåpor, och familjen rosväxter. Inga underarter finns listade i Catalogue of Life.